# Francesco Cozza (pittore)

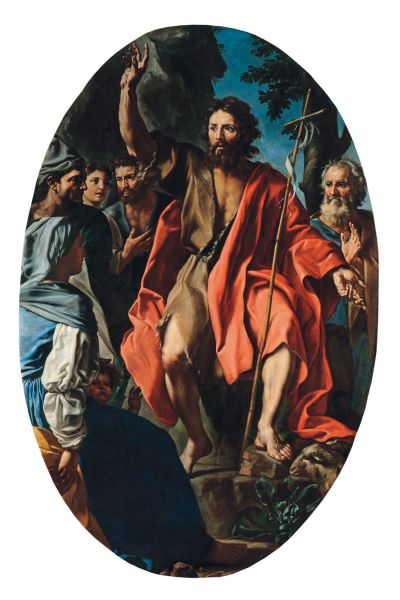
Francesco Cozza, Predica del Battista

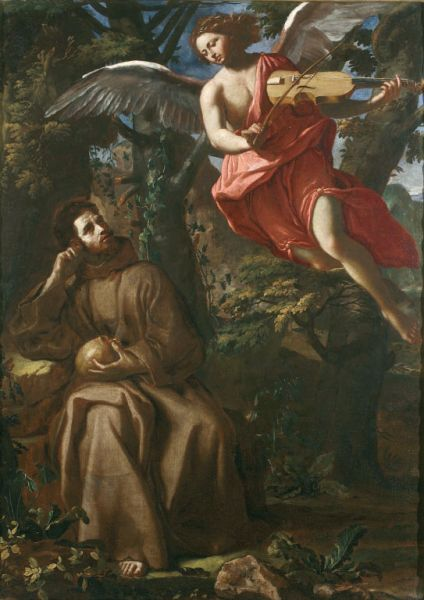
Francesco Cozza, S. Francesco e l'angelo

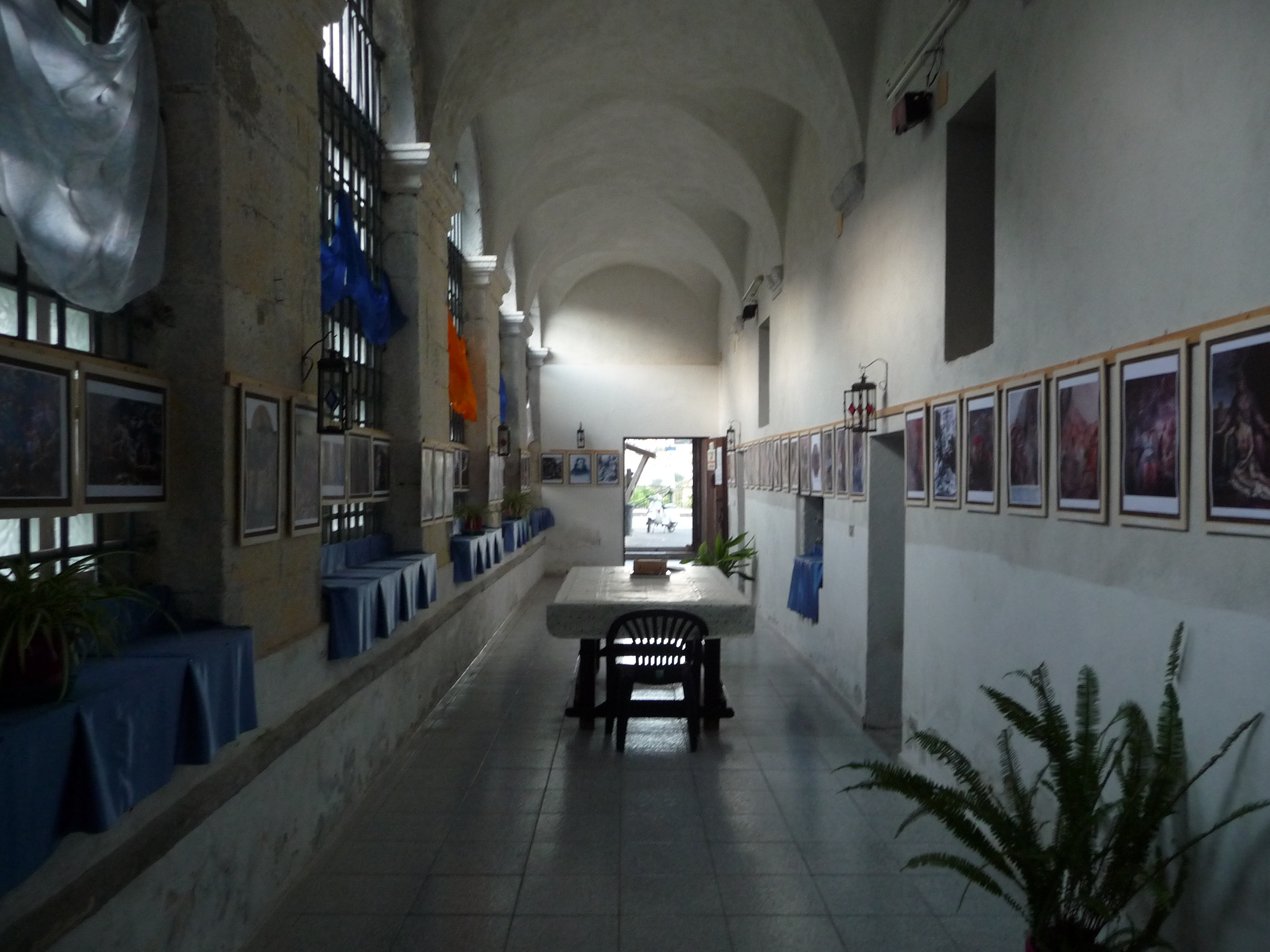
Mostra su Francesco Cozza (Stilo - 2008)

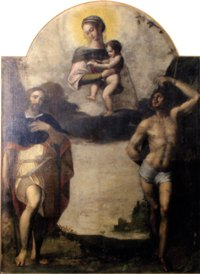
Francesco Cozza, Chiesa Matrice (Stignano)

Francesco Cozza (Stignano (RC), 1605 – Roma, 13 gennaio 1682) è stato un pittore italiano.

## Biografia
Dopo aver trascorso la giovinezza nella natia Calabria, Francesco Cozza si recò a Roma dove fu apprendista del Domenichino,. La sua presenza è infatti registrata a Roma presso la parrocchia di Sant'Andrea delle Fratte, ospite dei Minimi di San Francesco di Paola, poco prima del 1630, anno in cui il Domenichino si recò a Napoli. Rimase ospite dei Minimi fino al 1634; in questo periodo seguì il Domenichino a Napoli e a Frascati. Rimase a Roma e nei dintorni di Roma per i rimanenti anni della sua vita. La morte sopraggiunse il 13 gennaio del 1682, pochi giorni dopo aver redatto il suo testamento (9 gennaio). Pare fosse cugino, per parte di madre, del suo concittadino Tommaso Campanella di cui dipinse un ritratto conservato presso la collezione della Fondazione Camillo Caetani a Sermoneta.

## Opere

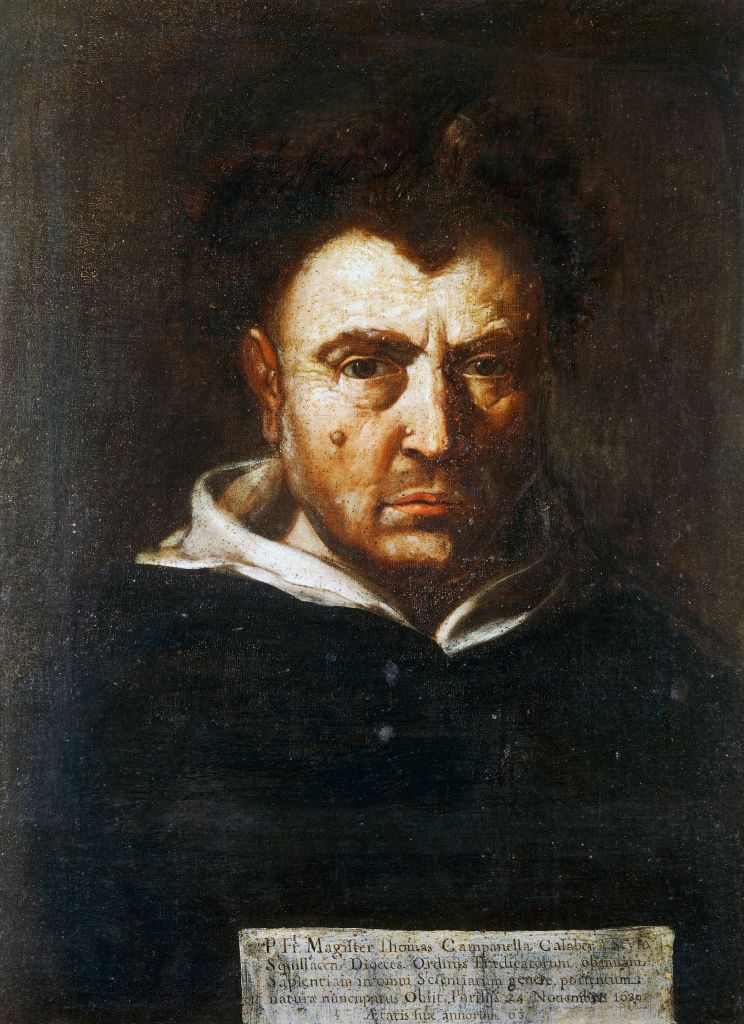
Tommaso Campanella in un ritratto di Cozza

La prima opera datata è un San Giuseppe a Sant'Andrea delle Fratte (1632). Opere giovanili sono inoltre la Pietà alla Galleria Nazionale d'Arte Antica, l'affresco di Madonna e Santa Francesca Romana, a S. Andrea delle Fratte, e un bel Crocifisso con San Francesco di Paola, al refettorio nella omonima chiesa di Roma. Quest'ultima chiesa era stata costruita a partire dal 1623, quando cioè i frati minimi chiesero alla famiglia Cesarini un appezzamento di terreno nei pressi della Basilica di San Pietro in Vincoli; i lavori tuttavia iniziarono soltanto verso il 1640. Ciò costituì l'occasione dell'incontro con i Cesarini, signori fra l'altro di Genzano di Roma e Valmontone, per le successive committenze e lavori nelle due cittadine.
Verso il 1641 ottenne la commissione per gli affreschi, ora distrutti, della cupola di Santa Maria della Pace a Roma. Probabilmente a questo periodo risale anche la Nascita della Vergine della Galleria Colonna. Verso il 1645 dipinge la Madonna del Cucito dell'Ospedale di Santo Spirito a Roma, ispirata a Guido Reni e al Domenichino; nello stesso periodo eseguì,  per i Frati di San Francesco da Paola in Sant'Andrea delle Fratte, la pala con San Giuseppe e San Carlo. Verso il 1650 dipinse la Madonna del Riscatto nella Chiesa di Santa Francesca Romana a Strada Felice e fra il 1658 ed il 1659 affrescò la volta del Fuoco nell'attuale Palazzo Doria Pamphilj di Valmontone' e due affreschi con l'Estate e l'Inverno, nel Palazzo Altieri. A Valmontone Cozza conobbe Gaspard Dughet e Mattia Preti, due artisti che ebbero una notevole influenza nella sua formazione. Al 1660 risale la grande Pala d'altare (olio su tela) per la Chiesa di Santa Maria della Cima a Genzano, dove, secondo il critico Mariano Apa, "si accentua la sua personale ricerca di riproposta del classicismo emiliano rinforzato da un naturalismo ora vivido dalle esperienze con il forte parlare del Mattia Preti". Molto bella, sebbene rovinata, anche la Pala d'altare per il Duomo di Segni.